# Список памятников Одессы
Список памятников Одессы:
- Александровская колонна (Памятник Александру II)- в парке культуры и отдыха им. Тараса Шевченко,
- Дюку де Ришельё — на Приморском бульваре,
- О. М. Дерибасу — в начале ул. Дерибасовской,
- светлейшему князю М. С. Воронцову — на Соборной площади,
- русскому поэту А. С. Пушкину — на Приморском бульваре,
- русскому поэту А. С. Пушкину — на ул. Пушкинской, возле музея Пушкина,
- польскому поэту А. Мицкевичу — на Александровском проспекте,
- писателю Л. Н. Толстому — на пл. Л. Толстого,
- актёру и певцу Л. О. Утёсову — Горсад, ул. Дерибасовская,
- звезде немого кино В. Холодной — возле Соборной площади,
- городскому голове Г. Г. Маразли — на Маразлиевской улице,
- В. И. Ленину — в парке Ленинского Комсомола,
- памятник «Потёмкинцам — потомки» — на Таможенной площади,
- памятник основателям города Одессы — на Екатерининской площади
- памятник-стела «Неизвестному матросу» — в парке Шевченко, в комплексе «Мемориал славы»,
- лётчикам-героям 69-го истребительного авиаполка — на 5-й станции Большого Фонтана,
- украинскому поэту Т. Г. Шевченко — в парке Шевченко,
- украинскому писателю И. Я. Франко — на пересечении Александровского проспекта и ул. Успенской,
- академику В. П. Глушко — на проспекте Глушко.
- математику Ляпунову А. М. — во дворике Одесского национального университета имени И. И. Мечникова, ул. Дворянская, 2,
- скульптурный паноптикум во дворике Литературного музея подробно см. здесь,
- памятник-фонтан в честь открытия одесского водопровода (ваза Филатова) — на Соборной площади
- памятник 12-му стулу (из романа И. Ильфа и Е. Петрова «12 стульев») — (на ул. Дерибасовской)
- памятник Людвику Заменгофу, создателю языка эсперанто — во дворе дома на Дерибасовской, 3 (автор памятника Николай Блажков).
- Пушка с фрегата «Тигр» на Приморском бульваре.
- Святым равноапостольным Кириллу и Мефодию — на Французском бульваре близ гуманитарного корпуса Одесского университета.
- авиатору Сергею Уточкину на улице Дерибасовской, дом 22.
- Памятник «Серебряный век». Скульптура представляет собой поэтесс Марину Цветаеву и Анну Ахматову. Открыт в апреле 2013 года[1]
- Памятник Маршалу Малиновскому Р.Я.- в начале улицы Преображенской.

Полный перечень памятников Одессы можно найти на специальной странице сайта городского совета
Также в Одессе установлено множество мемориальных досок, посвящённых пребыванию известных людей: Н. В. Гоголя, нобелевского лауреата Ивана Бунина, нобелевского лауреата И. И. Мечникова и других.